# 젬강현

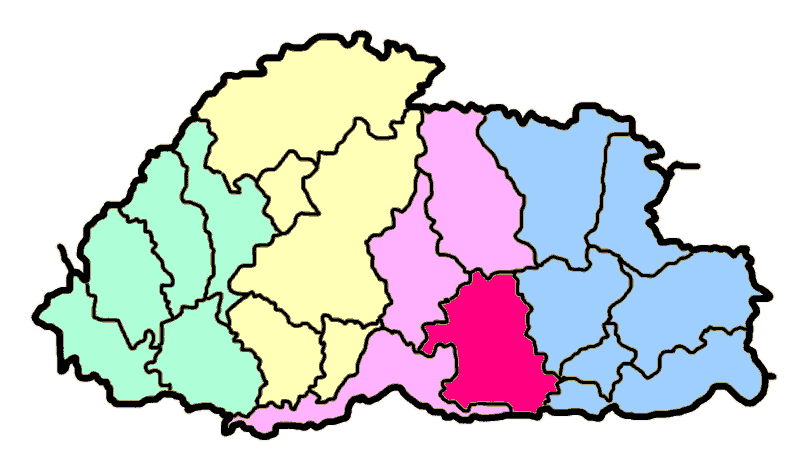
젬강 현의 위치

젬강현(종카어: གཞལམ་སྒང་རྫོང་ཁག་)은 부탄을 구성하는 20개 현(종카그) 가운데 하나로, 현청 소재지는 젬강이며 면적은 2,146km2, 인구는 18,636명(2005년 기준)이다. 8개 게워그(바르도, 브조카, 고싱, 낭코르, 낭라, 팡카르, 싱카르, 트롱)를 관할하며 사르팡 현과 트롱사 현, 붐탕 현, 몽가르 현, 삼드룹종카르 현, 인도 아삼 주와 인접해 있다.

## 같이 보기
- 종카그